# 나카제촌 (사이타마현)
나카제촌(中瀬村)은 사이타마현의 북서부, 오사토군에 속했던 촌이다. 처음엔 한자와군 소속이였다.

## 역사
- 1889년 4월 1일 - 정촌제 시행에 의해 이전의 나카제촌을 계승하여 한자와군 나카제촌이 성립하였다.
- 1896년 3워 29일 - 한자와 군이 오사토 군, 하타라 군, 오부스마 군과 통합해 오사토 군이 된다.
- 1955년 11월 3일 - 신카이촌, 야쓰모토촌과 합병해 도요사토촌을 신설하였다.
- 1973년 4월 1일 - 도요사토촌이 (구) 후카야시에 편입되었다.
- 2006년 1월 1일 - 후카야시가 오카베정, 하나조노정, 가와모토정과 합병해 (신) 후카야시를 신설하였다.